# 雷苏兹河畔圣于连
雷蘇茲河畔圣于连（法語：Saint-Julien-sur-Reyssouze，法語發音：[sɛ̃ ʒyljɛ̃ syʁ ʁɛsuz]）是法国东部安省的一个市镇，属于布雷斯地区布尔格区。面积7.52平方公里，人口748，人口密度99人/平方公里（2018年）。

## 人口
雷苏兹河畔圣于连人口变化图示
| 数据来源：INSEE |